# 티피

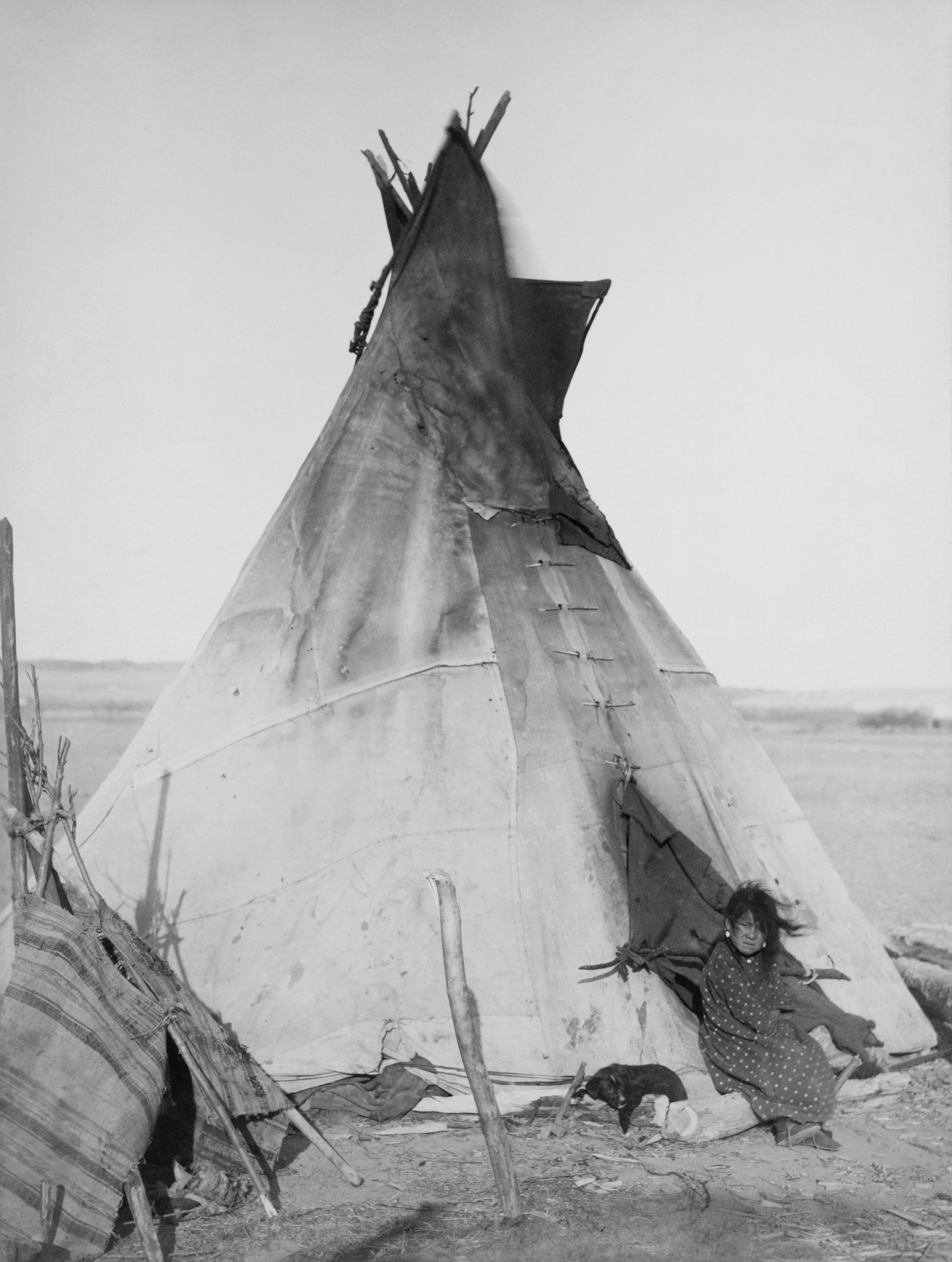

티피(영어: tepee 또는 영어: tipi)는 북미 대평원 원주민들이 사용한 거주용 텐트이다. 원추형으로 배열한 장소 위에 물소 가죽을 덮어 만든다. 텐트는 땅바닥에 나무 말뚝을 박아 고정하며, 정면에 나무핀으로 닫아둔 틈이 출입문 구실을 한다.

## 개요

### 용어
티피는 라코타어에서 온 말이다. 라코타어로 티피는 ‘주거’(house)를 의미하며, 거주하다라는 동사 티(thí)에서 온 말이었다.
유사한 형태의 목재 천막인 위그웜은 정주 부족이 사용을 하는 용도로 사용되었다. 위그웜(wigwam)이라는 용어는 원뿔형 가죽 티피를 나타내는 말로 잘못 사용되고 있다.

### 특징
티피는 수우족을 비롯하여 남부 캐나다, 북미 평원부, 북서부를 이동하면서 사냥하는 문화를 가진 부족의 야영지이다. 작은 것은 1 ~ 2명, 큰 것은 몇 가구가 거주 할 수 있는 거대한 것도 있다. 대부분의 경우, 입구는 태양이 떠오르는 동쪽 방향으로 지어진다. 이유는 아메리카 인디언들이 해가 뜸과 동시에 일어나기 위해서다. 텐트와 결정적으로 다른 것은 이곳에서 불을 피우는 수가 있다는 점이다.
천막처럼 접을 수 있으며, 방석 정도의 크기이다. 또한 구조가 간단하기 때문에 필요한 건축 자재도 매우 적다. 생존을 위해 비바람을 피할 피난처가 필요하지만, 티피는 그 간편함으로 미군의 군사 교련 중 생존을 다룬 매뉴얼에는 낙하산의 천과 끈과를 사용하여 이 티피를 만드는 방법도 나와 있다.
평원 부족이 일년 내내 티피에서 생활했던 것은 아니었고, 여름은 티피로 이동하면서 사냥을 하고, 평야가 눈에 덮이는 겨울 동안은 "겨울 마을"(위그웜 촌락)에서 생활을 했다.

## 참고 자료
- 이 문서에는 다음커뮤니케이션(현 카카오)에서 GFDL 또는 CC-SA 라이선스로 배포한 글로벌 세계대백과사전의 내용을 기초로 작성된 글이 포함되어 있습니다.